# Phrynopus montium
Espèce
Synonymes
- Syrrhopus montium Shreve, 1938

Statut de conservation UICN

 EN B1ab(iii) : En danger
Phrynopus montium est une espèce d'amphibiens de la famille des Craugastoridae. 

## Répartition
Cette espèce est endémique du centre du Pérou. Elle se rencontre entre 2 600 et 2 750 m d'altitude dans les régions de Pasco, d'Huánuco et de Junín.

## Description
Le mâle holotype mesure 29 mm.

## Publication originale
- Shreve, 1938 : A new Liolaemus and two new Syrrhopus from Peru. Journal of the Washington Academy of Sciences, vol. 28, no 9, p. 404-407 (texte intégral).